# Aplikacja ogólna
Aplikacja ogólna (2010 – 2018) – szkolenie wstępne prawników przygotowujących się do zajmowania stanowisk: sędziego, prokuratora, asesora sądowego, asesora prokuratury, referendarza sądowego, asystenta prokuratora i asystenta sędziego. Aplikacja ogólna była przeprowadzona od pierwszego rocznika (od roku 2010) do ósmego rocznika (od roku 2017).
W roku 2018 aplikację ogólną ukończył jej ostatni rocznik.
Aplikacja ogólna była prowadzona przez Krajową Szkołę Sądownictwa i Prokuratury w Krakowie i trwa 12 miesięcy. W tym czasie aplikanci uczestniczyli w ok. dziesięciu pięciodniowych cyklach zajęć dydaktycznych w siedzibie KSSiP. Pozostałe tygodnie aplikacji wypełniała praktyka w sądach i prokuraturach. Aplikanci nie mogli podejmować zatrudnienia (z wyjątkiem działalności naukowej i dydaktycznej), jednak z tytułu aplikacji otrzymywali comiesięczne stypendium. Podczas aplikacji organizowano sprawdziany, oceniano także praktyki aplikantów. Na podstawie tych ocen ustalano listę kwalifikacyjną aplikantów. Warunkiem ukończenia aplikacji ogólnej było uzyskanie pozytywnych ocen ze wszystkich sprawdzianów i praktyk objętych programem aplikacji.
Aplikacja ogólna do 2018 roku stanowiła obligatoryjne wstępne szkolenie przed aplikacją sędziowską lub aplikacją prokuratorską. Nabór na te aplikacje odbywał się spośród absolwentów aplikacji ogólnej, na podstawie listy kwalifikacyjnej, aż do wyczerpania limitu ustalonego przez ministra sprawiedliwości. Absolwent aplikacji ogólnej nie musiał kontynuować szkolenia na aplikacji specjalistycznej. Po ukończeniu aplikacji ogólnej mógł zajmować stanowisko asystenta sędziego, asystenta prokuratora lub referendarza sądowego. Był przy tym zwolniony z obowiązku odbywania stażu asystenckiego na stanowisku asystenta sędziego i asystenta prokuratora. Osoba, która ukończyła aplikację ogólną, była zwolniona z obowiązku odbywania stażu urzędniczego przeznaczonego dla pracowników sądów i prokuratury. Czas trwania aplikacji ogólnej wliczał się do okresów zatrudnienia, od których zależą uprawnienia pracownicze, pod warunkiem jej ukończenia.